# Gymnotus varzea
Gymnotus varzea is een straalvinnige vissensoort uit de familie van de mesalen (Gymnotidae). De wetenschappelijke naam van de soort is voor het eerst geldig gepubliceerd in 2005 door Crampton, Thorsen & Albert.